# Theodor Mengelkamp
Theodor Mengelkamp (* 28. Januar 1924 in Dortmund; † 21. Juli 1967 in Iserlohn) war ein deutscher Politiker (CDU).

## Leben und Beruf
Mengelkamp, der römisch-katholischen Glaubens war, besuchte nach der Mittleren Reife die Höhere Handelsschule und absolvierte anschließend ein Praktikum in der Industrie und Verwaltung. Von 1942 bis 1944 nahm er als Soldat am Zweiten Weltkrieg teil. Im November 1944 wurde er als Schwerkriegsbeschädigter aus dem Wehrdienst entlassen. Seit 1948 arbeitete er in der Branche für Kraftfahrzeugzubehör, zuletzt als Prokurist und Verkaufsleiter in Iserlohn.

## Partei
Mengelkamp trat 1946 der CDU bei, war Vorsitzender des CDU-Ortsverbandes Iserlohn und wurde in den Landesvorstand der CDU Westfalen gewählt. Er schloss sich 1947 der Jungen Union (JU) an, war seit 1954 JU-Landesvorsitzender in Westfalen und Mitglied des JU-Bundesvorstandes.

## Abgeordneter
Mengelkamp gehörte seit 1955 dem Stadtrat von Iserlohn an. Er war von 1957 bis zu seinem Tode Bundestagsabgeordneter. Er vertrat den Wahlkreis Iserlohn im Parlament. Für ihn rückte Franz Falke nach.